# Vistas de Logroño
Se conoce como Vistas de Logroño a la entrevista que mantuvieron en Logroño Jaime II de Aragón y Sancho IV de Castilla el 25 de julio de 1293.
El rey castellano aprovechó la circunstancia de que el encuentro tenía lugar en su reino para obligar a Jaime II a firmar un tratado en términos muy desfavorables para la Corona de Aragón. Jaime II, una vez vuelto a su reino, no respetó ninguno de los compromisos contraídos, lo que acarreó la ruptura de la alianza entre los dos estados. A partir de entonces el monarca aragonés reconoció como rey de Castilla a Alfonso de la Cerda.